# Deja Entendu
Albums de Brand New
Your Favorite Weapon
(2001) The Devil and God Are Raging Inside Me
(2006)
Singles
1. The Quiet Things That No One Ever Knows
Sortie : 6 octobre 2003
2. Sic Transit Gloria... Glory Fades
Sortie : 2 février 2004

Deja Entendu est le deuxième album du groupe de rock américain Brand New. Il est sorti le 17 juin 2003.
L'album a reçu beaucoup plus de critiques positives que l'album précédent, Your Favorite Weapon. L'album contient des chansons plus lentes, profondes et plus noires, avec un son plus poli et des paroles concernant des sujets variés, incluant le cancer du poumon et la sexualité. Il fut produit par Steven Haigler, ingénieur de son pour l'album Trompe le Monde des Pixies.
Le titre est une critique de la musique moderne, disant qu'elle a toujours la même sonorité. Le titre de l'album contraste aussi avec le nom du groupe, Brand New voulant dire Flambant Neuf.
Trois singles furent tirés de cet album soit The Quiet Things That No One Ever Knows et Sic Transit Gloria… Glory Fades.

## Liste de chansons
1. Tautou - 1:42
2. Sic Transit Gloria... Glory Fades - 3:06
3. I Will Play My Game Beneath the Spin Light - 3:57
4. Okay I Believe You, but My Tommy Gun Don't - 5:35
5. The Quiet Things That No One Ever Knows - 4:01
6. The Boy Who Blocked His Own Shot - 4:39
7. Jaws Theme Swimming - 4:34
8. Me vs. Maradona vs. Elvis - 5:19
9. Guernica - 3:23
10. Good to Know That If I Ever Need Attention All I Have to Do Is Die - 7:00
11. Play Crack the Sky - 5:27

## Membres
- Jesse Lacey - chant, parolier, guitare
- Vincent Accardi - guitare, chant
- Garret Tierney - guitare basse
- Brian Lane - batterie, percussions